# 長歌行
『長歌行』（ちょうかこう）は、中華人民共和国の漫画家夏達による漫画。
中国の漫画雑誌『漫友』に連載されていた。また並行して、日本語版が集英社の月刊青年漫画誌『ウルトラジャンプ』に2011年8月号から2016年3月号まで連載された（未完のまま中断）。その後も『漫友』では連載が続いていたが、2016年12月に夏達の体調不良および所属会社との契約トラブルによって連載が中断した。この契約トラブルによって『長歌行』は他媒体への連載移行もできない状態となっており、2017年8月現在も連載再開の目途は立っていない。
2021年に中国でドラマ化され、配信された。

## あらすじ
時は7世紀初頭、唐王朝が中国を統一し、その版図を拡大し続けている時代。
626年（武徳9年）、唐の建国帝である高祖・李淵の後継者争いにより、李淵の次男・李世民が兄の皇太子・李建成および弟の李元吉を殺害する。世に言う玄武門の変である。変の後、李世民は唐の第2代皇帝・太宗として即位し、建成や元吉の一族の根絶やしを謀る。苛烈を極める追手から辛くも逃れたのは、李建成の娘・李長歌（通称・永寧姫）だけだった。
少年の姿に身をやつし、彷徨っていたところ、偶然李建成の妻と“永寧姫”が寺に弔われていることを耳にする。母と己の墓を見つめ悲嘆にくれる長歌。そこへ後をつけてきていた幼少時の師・魏徴が現れ、「永寧姫は『死んだ』のだから、安らかに眠っていて欲しい」と頼まれる。対して、長歌は「命ある限り、叔父・李世民を必ず地獄へ落とす」と宣戦布告する。
復讐を心深く誓う長歌は、偶然知り合った少年・竇を伴い、故郷・長安を離れ北の要衝・朔州へと向かう。朔州は、唐王朝の敵国・突厥との最前線に位置し、戦の絶えない辺境の地。まずはそこで地位を固め軍隊を組織し、拠点を築こうと考えたのだった。長歌は持ち前の知略で朔州刺史・公孫恒の信頼を得、刺史府への潜入に成功。さらに突厥戦で武功を立て、軽車都尉に任命される。
一方、朔州近郊では、突厥軍の常勝将軍・阿史那隼が朔州を狙い駐屯、突厥軍を破った長歌へ関心を示しつつ、進軍の機を伺っていた。
また長歌や公孫恒の知り得ぬところで、朝廷では朔州に関して密かに策略を巡らしていた……。

## 主な登場人物
声優は、2015年に中国でモーションコミック化された際のもの。
李長歌（り ちょうか）
声 - 朱雀橙/申秋香、劉姝含（幼少期）
本作の主人公。15歳。眉目秀麗な美少女、右目の下に黒子がある。元皇太子・李建成の娘で、永寧姫の号を持つ。公的には死亡したことになっているが、生きていると知れれば逆に李世民に狙われる立場であるため、基本的に身分を隠し、素性や性別を偽っている。幼い頃から聡明で軍学、武術にも優れており、その才能は武術の師である尉遅敬徳や、軍学の師である魏徴、さらには李世民からも一目置かれていた。しかし、母が回紇（ウィグル）族であるため、李建成の子女の中では一段低く見られていた。母への思慕の思いは深く、母を多くの意味で守れなかったという思いは今でも引きずっている。
一族の仇である今上帝の叔父・李世民を暗殺するため、また、追手から身の安全を図るためにも、王都・長安を離れて辺境の地・朔州へと向かう。朔州では公孫恒の庇護の元、軍師として重用され、朔州軍に勝利をもたらす。しかし、中央の裏切りや突厥軍の猛攻に遭い降伏。朔州城内の民を救うため、公孫恒の首を差し出し敵将・阿史那隼率いる軍の捕虜となる。
突厥軍とともにさらに北の寒冷地へ向かうところ、長歌は回紇族の少女・弥弥古麗を救う。また、弥弥も重い病に倒れた長歌を献身的に看病し、秘密（長歌が実は女であること）を共有するとともに友情を築く。また、隼からも次第に信を得ていく。そんな中、突厥の内紛に巻き込まれ、隼ともども窮地に陥る。長歌の機転で難を逃れることができたが、逃亡の途中、裏切り者が弥弥であることに気づく。
深く傷つき、凍てつく荒野を彷徨い昏倒した長歌は、流雲観の商隊に助けられ、洛陽へ。そこで穏やかな日々を過ごしながら様々な人と出会い、己の進む道が「父母や友の恨みを晴らすこと」ではなく「乱世を平定し、すべからく民が平穏に暮らせること」であると見出す。そこへ、流雲観の商売敵が突如襲撃。間一髪、秦古率いる雁行門と、一行に同行していた隼によって助けられる。
一行はひとまず名を変え、今後の方針を決めるため長安に拠点を置く。長歌はまず母の出身地・回紇を目指すことに。別れの旅立ちを目前に、長歌と隼はひょんなことからひと時二人きりで過ごす。その時、隼に対してただの「将軍」ではない、別の感情が芽生え始める。
長安を出発し、秦古とともに商隊として赴いた回紇の地で、期せずして母の一族と出会う。予定外のことであったため、当初は秘匿しているはずだったが、叔父・吉利発の策略により露見してしまう。
朔州にいる頃から病を患い、突厥軍に同行した際、病状が悪化。現在もたびたび喀血を起こしている。
竇（とう）
声 - 馬程
長歌の弟子となった少年。12～13歳。元は孤児で、長安の老舗菓子屋に拾われ下働きをしていたが行き場を失くし、長歌の目的が李世民への復讐と知ったうえで弟子入りした。長歌や秦古の下で、様々なことを学び成長している。李世民を恨み、未来の将軍を目指しているが、詳しい事情は不明。
公孫恒（こうそん こう）
声 - 呉凌雲
中国北部に位置する朔州の刺史（州知事）。常に突厥との国境争いに晒され、その軍事力を中央に警戒されながら、民のために善政を布く。
少年に身をやつした長歌を軍師として重用し、突厥との戦を有利に進めるものの、中央の裏切りによって危機に陥り、朔州の民を守るため降伏。自らの首を敵将・阿史那隼に差し出した。死の間際、長年にわたって築き上げてきた人脈や財などの全てを長歌に託す。
秦古（しん こ）
声 - 宣暁明
公孫恒に仕える隻眼の老爺。公孫恒亡き後は、その遺言に従い長歌に仕えることとなる。かつて幻の闇商隊“雁行門”を率いており、突厥の捕虜となった長歌の行方を追い力を蓄えるため、再び“雁行門”を立ち上げる。
司馬康（しば こう）
声 - 程寅
朔州に派遣された唐の行軍都督（中央から派遣された臨時の軍司令官）。戦を好まず、利己のために動く人物で、軍事力を蓄えた公孫恒を牽制し、中央の意向に沿って公孫恒にしきりと突厥への降伏を勧める。そのために邪魔な長歌を除き、自ら降伏の使者として突厥の陣へ赴くが、阿史那隼に斬殺された。
阿史那隼（あしな しゅん）
声 - 敖磊
突厥の将軍。20歳前後。戦上手で奔放苛烈な美青年。遊牧民族らしく、敵に回れば略奪や無抵抗の民の虐殺も厭わないが、認めた相手には敬意を表し、味方になれば自らの危険を顧みず情を注ぐ。朔州軍との戦で長歌に興味を持ち、朔州が降伏した際に略奪と虐殺を止める条件として、長歌を軍師として自軍に招く。
突厥の頂点に立つ長・吉利大可汗の養子だが、実は突厥人に征服された遊牧民族・契丹族の出身。彼自身は吉利大可汗への敵意や悪意はなく、大可汗へ誠実に仕え、後継者争いにも興味はない。しかし、数多の戦功をあげ、強大な軍を持つがゆえ、建成姫や大可汗の甥・阿史那社爾からは敵視されている。
穆金（ぼく きん）
声 - 鳳三
阿史那隼の腹心である青年。幼少時から隼に仕えており、気まぐれな隼を公私で補佐する。密偵を警戒して女性を周囲に置かない隼のため、遊牧民族においては女の仕事とされる雑務も一通りこなす。常に冷静で頭が良く、隼の指揮下に入った長歌を認めているものの、長歌が何か隠していることも察知しており完全には信用していない。
弥弥古麗（みみくり）
阿史那隼に朔州攻略の褒賞として贈られた、回紇族の少女。隼の命令で犯され殺されるところを隼の捕虜となった長歌に庇われ、表向きは長歌に仕える奴隷として、裏では長歌を女性と知る友人として過ごすことになる。金髪碧眼の美少女で、長歌からは回紇族で金髪だった母の面影を重ねられている。元は回紇系の小部族の長の娘で、働き者で面倒見が良く、女性の自覚がない長歌をたびたび諌める。実は弟の命と部族の再興を引き換えに、建成姫の命を受け阿史那隼の下へ送られた密偵。しかし命の恩人とも言える長歌への友誼は本物であり、密偵としての使命との板挟みになって苦しんでいた。
羅芸（ら げい）
軍神として名を馳せた老将。元は隋の将軍であったが、唐へ帰順した際、中国北東部を治める燕王に立てられ李姓を賜り「李芸」を名乗っていた。長歌の父・李建成と親しく、李建成が李世民に殺されたため叛乱を起こすものの敗れ、替え玉を立て密かに逃走していた。再挙兵のため突厥との接触を図り、偶然にも長歌と再会する。しかし長歌の進言に憤慨、深手を負っていたこともあり、部下の“燕雲十八騎”を長歌に託して死亡した。
“燕雲十八騎”（えんうんじゅうはっき）
羅芸の直属の部下である騎兵団。黒い鎧に身を包み黒馬に乗った、「軍神」「一騎当千」と評判の高い猛将たち。羅芸の遺言に従い、新たな主となった長歌へ忠実に仕える。
阿史那社爾（あしな しゃある）
突厥の小可汗で、吉利大可汗の甥。
錦瑟（きんしつ）
阿史那社爾の側近である漢人の女性。元は隋王家の側近で、隋の滅亡に際して突厥に亡命した一人。
隋の建成姫
突厥の可敦（大可汗の妻）で、隋王家の姫。我が子の阿史那社爾を後継に望んでおり、邪魔な阿史那隼を排したいと考えている。

## 単行本

### 日本語版
- 夏達 『長歌行』 集英社〈ヤングジャンプ・コミックス・ウルトラ〉、既刊8巻（2016年4月19日現在）
  1. 2012年1月24日第1刷発行（10月19日発売[集 1]）、ISBN 978-4-08-879264-4
  2. 2012年8月22日第1刷発行（8月17日発売[集 2]）、ISBN 978-4-08-879401-3
  3. 2013年3月24日第1刷発行（3月19日発売[集 3]）、ISBN 978-4-08-879539-3
  4. 2013年11月24日第1刷発行（11月19日発売[集 4]）、ISBN 978-4-08-879687-1
  5. 2015年1月24日第1刷発行（1月19日発売[集 5]）、ISBN 978-4-08-879847-9
  6. 2015年1月24日第1刷発行（1月19日発売[集 6]）、ISBN 978-4-08-890111-4
  7. 2015年11月24日第1刷発行（11月19日発売[集 7]）、ISBN 978-4-08-890317-0
  8. 2016年4月24日第1刷発行（4月19日発売[集 8]）、ISBN 978-4-08-890401-6

### 中国語（簡体字）版
1. 《长歌行1》- 新世紀出版社 2011年12月，ISBN 978-7540548544
2. 《长歌行2》- 新世紀出版社 2012年6月，ISBN 978-7540552947
3. 《长歌行3》- 新世紀出版社 2012年9月，ISBN 978-7540568092
4. 《长歌行4》- 新世紀出版社 2013年4月，ISBN 978-7540575038
5. 《长歌行5》- 新世紀出版社 2013年8月，ISBN 978-7540582968
6. 《长歌行6》- 新世紀出版社 2014年2月，ISBN 978-7540584405
7. 《长歌行7》- 新世紀出版社 2014年9月，ISBN 978-7540586706
8. 《长歌行8》- 新世紀出版社 2015年5月，ISBN 978-7540589875
9. 《长歌行9》- 新世紀出版社 2015年11月，ISBN 978-7540596484
10. 《长歌行10》- 新世紀出版社 2016年4月，ISBN 978-7540598877
11. 《长歌行11》- 新世紀出版社 2016年12月，ISBN 978-7558302800

### 中国語（繁体字）版
1. 《長歌行1》-繁體中文版 時報文化 2015年7月，ISBN 9789571363233
2. 《長歌行2》-繁體中文版 時報文化 2015年8月，ISBN 9789571363653
3. 《長歌行3》-繁體中文版 時報文化 2015年9月，ISBN 9789571363691
4. 《長歌行4》-繁體中文版 時報文化 2015年9月，ISBN 9789571363707
5. 《長歌行5》-繁體中文版 時報文化 2015年10月，ISBN 9789571363714

## ドラマ
中華人民共和国でドラマ化されて2021年3月31日からテンセントビデオほかで配信された。ヒロインの李長歌（り ちょうか）役をディリラバが演じ、相手役の阿詩勒隼（あしら しゅん）をウー・レイが演じた。脚本は裴雨飛（ペイ・ユーフェイ）が書き、朱鋭斌（チュー・ユイパン）が監督した。1話約45分で、全49話。
日本では2022年にWOWOWで初放送。

### 配役
- 李長歌（り ちょうか）：ディリラバ
- 阿詩勒隼（あしら しゅん）：ウー・レイ（中国語版）
- 皓都（こうと）：リウ・ユーニン（中国語版）[4]
- 李楽嫣（り らくえん）：チャオ・ルースー[4]
- 魏叔玉（ぎ しゅくぎょく）：ファン・イールン（中国語版）[4]